# Железнодорожный район (Орёл)
Железнодорожный район — административный район в составе города Орёл.
Площадь района — 31,3 км².
На территории района находится 212 улиц, переулков, проездов и площадей, 20 мостов, 587 жилых домов, два парка (Ливенский и Семинарский), 12 скверов, железнодорожный вокзал и межрегиональное хранилище Банка России.

## История
Образован 19 сентября 1937 года постановлением ВЦИК об образовании Орловской области с центром в городе Орле (административное деление областного центра на три района было прописано в приложении к постановлению) на территории, ранее известной как Заокская часть. По данным Государственного архива Орловской области внутригородские районы в Орле образованы 26 мая 1938 года. В 1960 году Железнодорожный район также как и другие районы города был упразднён, а в 1963 году восстановлен. В 1998 году из состава района был выделен Северный район.

## Население
| 1939    | 1959    | 1970    | 1979     | 1989     | 2002    | 2009    |
| ------- | ------- | ------- | -------- | -------- | ------- | ------- |
| 43 848  | ↗67 804 | ↗90 133 | ↗124 058 | ↗139 163 | ↘70 085 | ↘67 204 |
| 2010    | 2012    | 2013    | 2014     | 2015     | 2016    | 2017    |
| ↘65 212 | ↘64 560 | ↘64 259 | ↘63 881  | ↘63 687  | ↘63 572 | ↘63 258 |
| 2018    | 2019    | 2020    | 2021     | 2023     |         |         |
| ↘62 563 | ↘61 655 | ↘61 212 | ↘55 712  | ↘54 515  |         |         |

### Национальный состав
По итогам переписи населения 2020 года проживали следующие национальности (национальности менее 0,1 % и другое, см. в сноске к строке «Другие»):
| Национальность | Численность, чел. | Доля     |
| -------------- | ----------------- | -------- |
| Русские        | 47 551            | 85,35 %  |
| Украинцы       | 219               | 0,39 %   |
| Армяне         | 138               | 0,25 %   |
| Узбеки         | 66                | 0,12 %   |
| Таджики        | 59                | 0,11 %   |
| Другие         | 7679              | 13,78 %  |
| Итого          | 55 712            | 100,00 % |